# Francisco Usúcar
Francisco Usúcar, vollständiger Name Francisco Andrés Usúcar Pasquetta, (* 17. April 1986 in Montevideo) ist ein uruguayischer ehemaliger Fußballspieler.

## Karriere

### Verein
Der je nach Quellenlage 1,72 Meter oder 1,76 Meter große Mittelfeldakteur Usúcar spielte bereits im Jahr 2004 für Defensor. Dort stand er zu Beginn seiner Karriere mindestens in der Apertura 2007 im Kader des Erstligisten. Seit der Clausura 2008 bis einschließlich der Apertura 2010 spielte er für Central Español und war dort zuletzt Vizekapitän. In der Spielzeit 2009/10 wurde er dort 26-mal (kein Tor), in der Apertura 2010 zwölfmal (ein Tor) in der Primera División eingesetzt. Während dieses Zeitraums soll er nach anderen Quellen 2007/08 für die Rampla Juniors gespielt haben und zwischenzeitlich 2009 auch kurzzeitig in Griechenland in Reihen von Panathinaikos gestanden haben. Sodann wechselte er im Dezember 2010 nach Australien zu Adelaide United, die ihn als Ersatz für Lloyd Owusu verpflichteten. Auf seine Einsatzberechtigung musste der defensive Mittelfeldakteur noch bis zur Öffnung des Transferfensters im Januar warten und bestritt in der restlichen Saison 2010/11 sieben Spiele. Ursprünglich nur bis Saisonende verpflichtet, erhielt Usúcar nach seinem ersten Einsatz, als er den Wirkungskreis von Melbourne Victorys Spielmacher Carlos Hernández wirkungsvoll eingrenzte, einen Zwei-Jahres-Vertrag. In der Spielzeit 2011/12 absolvierte er 22 Begegnungen für Adelaide in der A-League und kam zudem fünfmal (kein Tor) in der AFC Champions League 2012 zum Einsatz. Nachdem ihm in der Saisonpause mitgeteilt worden war, dass man ihm zur folgenden Saison keine Einsatzzeiten garantieren könne, verließ er den Klub im Juli 2012 wieder.
In der Folge schloss er sich Técnico Universitario an. 19 Ligaeinsätze stehen dort für ihn zu Buche. 2013 führte sein Weg zunächst zu Plaza Colonia. Seit November 2013 spielte er in Bangladesch für Sheikh Russel KC. Am 2. Dezember 2013 schoss er dort sein einziges Tor jenes Jahres in Reihen des Klubs in der Partie gegen Team BJMC im Walton Fed Cup. Ende Juli 2014 schloss er sich dem ecuadorianischen Verein Macará an. Dort erzielte er ein Ligator. Ende Februar 2016 wechselte er zum uruguayischen Zweitligisten Club Atlético Atenas, für den er 14 Zweitligaspiele (kein Tor) absolvierte. In der ersten Julihälfte 2016 trat er ein Engagement in Ecuador bei Clan Juvenil an. Ende Januar 2017 kehrt er zu Atenas zurück.

### Nationalmannschaft
Usúcar gehörte der von Jorge Da Silva trainierten U-17-Auswahl Uruguays an, die an der U-17-Südamerikameisterschaft 2003 in Bolivien teilnahm und den 4. Platz belegte. Mindestens im Oktober 2004 war er Mitglied der U-20-Nationalmannschaft.